# Плоское (Ленинградская область)
Пло́ское — посёлок в Лужском районе Ленинградской области. Входит в состав Толмачёвского городского поселения.

## История
Деревня Плоское на Лузе упоминается в Писцовой книге Водской пятины 1500 года в Никольском Бутковском погосте Новгородского уезда близ деревни Жельцы.
Согласно материалам по статистике народного хозяйства Лужского уезда 1891 года, мыза Плоское площадью 1587 десятин принадлежала инженер-поручику П. П. Тимофееву, мыза была приобретена частями в 1884 и 1885 годах за 15 000 рублей. В мызе была кузница, лавка и рыбная ловля, сдаваемая в аренду. Кроме того, пустошь Плоская площадью 50 десятин принадлежала подполковнику А. А. Кавецкому, пустошь была приобретена в 1881 году за 175 рублей.
По данным «Памятной книжки Санкт-Петербургской губернии» за 1905 год посёлок Плоское входил в Желецкое сельское общество Перечицкой волости 1-го земского участка 1-го стана Лужского уезда Санкт-Петербургской губернии. 1000 десятин земли в Плоском принадлежали коллежскому асессору Ивану Карловичу Бекману, и кроме того 38 десятин — полковнику Максимилиану Робертовичу Мусселиусу.
В 1917 году посёлок административно относился к Перечицкой волости Лужского уезда.
В 1918—1923 годах — к Преображенскому поселковому совету.
В 1923—1924 годах — к Желецкому сельсовету.
В 1924—1927 годах — к Толмачёвскому сельсовету Толмачёвской волости.
По данным 1933 года в состав Толмачёвского сельсовета Лужского района входил дачный посёлок Плоское.
C 1 августа 1941 года по 31 января 1944 года — посёлок находился в оккупации.
В 1958 году население посёлка составляло 797 человек.
По данным 1966, 1973 и 1990 годов посёлок Плоское, также входил в состав Толмачёвского сельсовета Лужского района.
В 1997 году в посёлке Плоское Толмачёвской волости проживали 538 человек, в 2002 году — 367 человек (русские — 92 %). 
В 2007 году в посёлке Плоское Толмачёвского ГП — также 367 человек.

## География
Расположен в центральной части района на автодороге 41К-249 (Жельцы — Торковичи).  
Расстояние до административного центра поселения — 6 км.
Посёлок находится на правом берегу реки Луги ниже впадения в неё Оредежа.

## Демография
| 2007 | 2010 | 2017 |
| ---- | ---- | ---- |
| 367  | ↘288 | ↗337 |

## Транспорт
Расстояние до ближайшей железнодорожной станции Толмачёво — 6 км.
Автобусы районного сообщения Плоское — Торковичи, Плоское — Луга, Плоское — Толмачёво.

## Предприятия
Градообразующее предприятие — Плосковский стекольный завод (ОАО «Петербургское стекло») — предприятие производит тару из цветного стекла для игристых и тихих вин.

## Прочее
- Имеются большие запасы кварцевых песков[16]
- Артезианская скважина (изначально бурилась для получения технической воды для завода)[17]
- Посёлок полностью газифицирован

Рядом находится хутор «Комаровка» и садоводческое товарищество. В летнее время — популярное дачное место отдыха петербуржцев.
К северу от посёлка находится укрепсооружение ВОВ «Лужский рубеж» — противотанковый ров, остатки которого видны и по сей день.

## Улицы
Боровая, Гагарина, Заводская, хутор Комаровка, Лесная, Лесной переулок, Парковая, Песчаная, Речная, Садовая, Сосновая.

## Садоводства
Луга.